# حقوق الإنسان في أبخازيا
تُمنح حقوق الإنسان في أبخازيا بموجب الفصل الثاني من دستورها الذي يشير إلى التزام أبخازيا بالإعلان العالمي لحقوق الإنسان، والعهد الدولي الخاص بالحقوق المدنية والسياسية, والعهد الدولي الخاص بالحقوق الاقتصادية والاجتماعية والثقافية (المادة 11). ومع ذلك, فإن أبخازيا ليست دولة عضو في الأمم المتحدة وليست طرفًا في معاهدات الأمم المتحدة لحقوق الإنسان, على عكس جورجيا, التي يعترف جزء أكبر من المجتمع الدولي بسيادتها على أبخازيا.
تم تصنيف أبخازيا على أنها حرة جزئيًا من قبل منظمة فريدوم هاوس, تقريرها لعام 2009 ذكر الفساد والمشاكل في النظام القانوني ومشكلة اللاجئين الجورجيين التي لم يتم حلها باعتبارها قضايا حقوق الإنسان الرئيسية.
في التسعينيات, حدث تطهير عرقي للجورجيين في أبخازيا. لا يزال العديد من الجورجيين المشردين حتى يومنا هذا.

## المؤسسات المحلية والدولية
منصب مفوض حقوق الإنسان (اعتبارًا من 2008 - Gueorgui Otyrba) موجود في عهد رئيس أبخازيا.
تأسس مكتب حقوق الإنسان التابع للأمم المتحدة أبخازيا, جورجيا (HROAG) في عام 1996 لحماية وتعزيز حقوق الإنسان هناك.

## وسائط
هناك عدة صحف مستقلة ومحطة إذاعية مستقلة واحدة سوما. تسيطر الدولة جزئيًا على وسائل الإعلام الإلكترونية.
في 21 سبتمبر 2009, حكمت محكمة مدينة سوخومي على الصحفي أنطون كريفنيوك بالسجن ثلاث سنوات مع وقف التنفيذ بتهمة التشهير بالرئيس سيرغيه باغابش. في 8 يونيو, كتب كريفنيوك مقالًا لموقع روسي على الإنترنت أعيد نشره على نطاق واسع في الصحف الأبخازية انتقد فيه قرار باجابش بتسليم السيطرة على السكك الحديدية الأبخازية إلى روسيا. كان كريفنيوك أول صحفي يُحاكم في أبخازيا منذ سقوط الاتحاد السوفيتي, واعتبر بعض الصحفيين الآخرين إدانته كجزء من حملة الحكومة على وسائل الإعلام المستقلة في الفترة التي تسبق الانتخابات الرئاسية الأبخازية في ديسمبر 2009.

## الدستور والعرق
يسمح الدستور فقط للأشخاص من أصل أبخازي أن يكونوا رئيسًا لأبخازيا (المادة 49, في كلمات الترجمة المذكورة أعلاه, تُستخدم الجنسية الأبخازية, ومع ذلك, بالنسبة للمواطنين, يتم استخدام مصطلح آخر - مواطن من جمهورية أبخازيا, كما في المادة 38. علاوة على ذلك, في نص الدستور باللغة الروسية المشتركة, تشير كلمة национальность بوضوح إلى استخدام العرق).

## المؤلفات
Marshania D. Z. حقوق الإنسان والحقوق المدنية في جمهورية أبخازيا[وصلة مكسورة], 2008. (باللغة الروسية)

## روابط خارجية
- تقرير مفوض مجلس أوروبا لحقوق الإنسان
- تقرير فريدوم هاوس عن أبخازيا